# 3185 Clintford
3185 Clintford è un asteroide della fascia principale. Scoperto nel 1953, presenta un'orbita caratterizzata da un semiasse maggiore pari a 2,3664716 UA e da un'eccentricità di 0,1937945, inclinata di 3,95931° rispetto all'eclittica.